# Boss Bitch
"Boss Bitch" é uma canção da rapper e compositora estadunidense Doja Cat. Foi lançada em 23 de janeiro de 2020, pela Atlantic, como terceiro single da trilha sonora do filme Birds of Prey.

## Antecedentes e composição
Em 14 de dezembro de 2019, Doja anunciou através do seu Instagram que estaria lançando um videoclipe para uma nova faixa chamada "Boss Bitch" da trilha sonora de Birds of Prey. No entanto, ela logo editou a legenda, deixando a data de lançamento da música incerta. Em 16 de janeiro de 2020, a Atlantic liberou um trailer do álbum completo, que conta com trechos de músicas que estarão no filme, onde pode-se ouvir um trecho da canção. A música foi lançada em 23 de janeiro de 2020. A canção foi escrita pela própria, ao lado de Ashnikko, Sky Adams e Imad Royal, sendo produzida pelos dois últimos.

## Videoclipe
O videoclipe oficial para a faixa foi lançado em 23 de janeiro de 2020, na mesma data em que a canção foi lançada.
Em uma batida alegre de house music, a rapper se canaliza em Harley Quinn em seu videoclipe. No meio de uma festa em uma boate de Gotham City que parece sair diretamente dos pesadelos mais deliciosos de Harley Quinn, Doja luta contra seus inimigos, usando desde bastões de beisebol a chicotes.

## Histórico de lançamento
| Região | Data                  | Formato                    | Gravadora | Ref.         |
| ------ | --------------------- | -------------------------- | --------- | ------------ |
| Vários | 23 de janeiro de 2020 | download digital streaming | Atlantic  | [ 9 ] [ 10 ] |